# Хатков, Ахмед Джанхотович
Ахмед Джанхотович Хатков (24 сентября 1901, аул Хатажукай, Кубанская область — 23 декабря 1937) — адыгейский советский писатель.

## Биография
С 1910 по 1912 год учился в частной школе, затем учился в Уфе.
После 1917 года работал учителем в ауле Габукай.
С 1923 по 1926 год учился в Коммунистическом университете трудящихся Востока в Москве, затем работал заместителем редактора газеты «Адыгейская жизнь», в педагогическом техникуме, ответственным редактором областного национального издательства, в областном отделе народного образования. В 1926 г. вступил в ВКП(б).
С 1934 года — член Союза писателей СССР; в 1934—1937 гг. — ответственный секретарь Адыгейской писательской организации.
Умер 23 декабря 1937 года.

## Творчество
Первые стихи были опубликованы в 1923 году в адыгейской газете «Адыгэ макъ» («Голос адыга»).
В соавторстве с Т. М. Керашевым написал три первых в истории адыгов учебника по адыгейской литературе для средней школы.

### Избранные произведения
Стихотворения
- «Быль о трёх девушках» (1926)
- «Мелодии» («Пщыналъ», 1931; сборник)
- «Часовой» (на рус. яз. 1935)
- «Учение Ленина — наше оружие» (1931)
- «Наш Ленин» (1936)

Рассказы
- «Жертва денег» (1928)

Поэмы
- «Кто погибает, куда мы идем?» (1931, в рус. пер. — «Свет в сакле», 1939)
- «Живи, человек!» (1937)

Переиздания на русском языке
- Хатков А. Д. Дай руку : Стихи и поэма : [К 80-летию со дня рождения] / Пер. с адыг. — Майкоп: Краснодар. кн. изд-во, 1981. — 159 с. — (Содерж.: Стихи; В сакле свет: Поэма). — 5000 экз.
- Хатков А. Д. Мужество : Стихи / Пер. [с адыг] Г. Каца. — Ростов н/Д.: Ростиздат, 1938. — 66 с.

Переводил произведения А. С. Пушкина — поэмы «Кавказский пленник», «Цыгане», «Полтава» и другие. Переводы были изданы в 1937 году.

## Память
К 100-летию А. Хаткова его имя присвоено средней школе в ауле Хатажукай.